# 西布里奇斯鎮區 (密蘇里州歐扎克縣)
西布里奇斯鎮區（英語：West Bridges Township）是位於美國密蘇里州歐扎克縣的一個行政鎮區。

## 地方資料
西布里奇斯鎮區的面積為101.58平方千米，皆為陸地。根據2020年美國人口普查的數據，當地共有人口1151人，而人口密度為每平方千米11.33人。